# On the Run (singel Edyty Górniak)
On the Run (stylizowany zapis: ON the RUN) – drugi singel Edyty Górniak promujący album My. Swoją radiowa premierę miał 21 czerwca 2011 na antenie Radia ZET, natomiast pierwsze wykonanie na żywo miało miejsce 26 czerwca 2011 na koncercie Lato ZET i Dwójki organizowanym przez TVP2 i Radio Zet, gdzie Górniak wykonała również remix piosenki Teraz – tu. Teledysk do utworu zdobył 2. miejsce (160 punktów) podczas wyborów polskiej reprezentacji na OGAE Video Contest 2011.
Autorem tekstu jest Karolina Kozak, zaś muzyki Bogdan Kondracki.

## Teledysk
28 lipca 2011 zakończono zdjęcia do teledysku. Przygotowania do produkcji zajęły 5 tygodni. Obraz zarejestrowano dwiema kamerami – Red One MX, która uzyskuje obraz porównywalny z jakością taśmy światłoczułej i filmową rozdzielczość 4k oraz highspeedowym Phantomem Gold, pozwalającym na rejestrację 1050 klatek obrazu na sekundę w pełnej rozdzielczości HD. Plan zdjęciowy trwał 26 godzin i miał miejsce podczas największych lipcowych burz i ulew. Nad produkcją pracowało 35 osób.
Premiera klipu odbyła się 1 sierpnia 2011 na oficjalnym kanale YouTube Górniak.
Reżyseria: Andrzej Szajewski

Zdjęcia: Przemek Kulikowski

Koncepcja: Edyta Górniak, Polywood

Produkcja: Polywood

Postprodukcja:

Montaż offline: Polywood (Andrzej Szajewski)

Online: Expresso Art House

### Notowania
| Notowanie (2011/2012) | Prowadzenie | Pozycja |
| --------------------- | ----------- | ------- |
| POLSKA TOP LISTA      | 4fun.tv     | 4       |
| TOP 10                | 4fun.tv     | 1       |
| PL Top 10             | VIVA Polska | 9       |
| TOP 10                | Interia.pl  | 8       |

## Notowania
| Notowanie (2011)                           | Prowadzenie            | Pozycja |
| ------------------------------------------ | ---------------------- | ------- |
| Pluslista                                  | Radio PLUS Legnica     | 1       |
| Top 15                                     | Wietrzne Radio         | 1       |
| Power Play – Piosenka tygodnia             | Wietrzne Radio         | 1       |
| Lista Przebojów Radia ZET                  | Radio Zet              | 4       |
| Szczęśliwa Siódemka Radia ZET              | Radio Zet              | 3       |
| Top30 Lista Przebojów Radia Centrum        | Radio Centrum          | 8       |
| Polska lista przebojów w Belgii i Holandii | Radio e-migrant        | 5       |
| Złota 30                                   | Polskie Radio Koszalin | 3       |
| Lista przebojów Radia EL                   | Radio EL               | 1       |
| HitPlaneta                                 | Muzyczne Radio         | 1       |
| Lista przebojów Radia Łódź                 | Radio Łódź             | 9       |
| Mniej-Więcej-LISTA – Tygodniowa            | Radio Zachód           | 2       |
| Mniej-Więcej-LISTA – Codzienna             | Radio Zachód           | 17      |
| Polska Lista Przebojów PLP 20              | Radio RNP              | 3       |
| Lista przebojów PR PiK                     | Radio PiK              | 8       |
| Power Play – Muzyczne nowości tygodnia     | Radio PiK              | 1       |
| Twoja Lista Przebojów                      | Radio Weekend          | 13      |
| RZW Chart – Lista Przebojów                | Radio ZW               | 1       |
| Lista Przebojów Radia Złote Przeboje       | Radio Złote Przeboje   | 4       |

| Notowanie – Propozycje (2011) | Prowadzenie          | Pozycja |
| ----------------------------- | -------------------- | ------- |
| Londyn TOP 20                 | Polskie Radio Londyn | 2       |
| Top Hits 30                   | Radio FAMA Sochaczew | 6       |
| Mieszanka Przebojowa          | Radio 90 FM          | 5       |
| LISTA PRZEBOJÓW               | Radio Merkury        | 4       |

### Polska Airplay Top 100
| Tydzień | 01 | 02 | 03 | 04 | 05 | 06 | 07 | 08 | 09 | 10 | 11 | 12 | 13 | 14 | 15 | 16 | 17 |
| ------- | -- | -- | -- | -- | -- | -- | -- | -- | -- | -- | -- | -- | -- | -- | -- | -- | -- |
| Pozycja | 58 | 32 | 25 | 27 | 25 | 22 | 19 | 29 | 25 | 22 | 32 | 38 | 48 | 38 | 42 | 39 | 81 |

| Airplay (2011)                              | Prowadzenie    | Pozycja |
| ------------------------------------------- | -------------- | ------- |
| Polska Airplay Top 100 Charts               | Charly1300.com | 19      |
| OLJO TOP 100 Video Charts – Neue Hits       | OLJO.de        | 100     |
| OLJO TOP 100 Video Charts – Hits aus Europa | OLJO.de        | 61      |